# Fillé
Fillé é uma comuna francesa na região administrativa do País do Loire, no departamento de Sarthe. Estende-se por uma área de 10.07 km². Em 2010 a comuna tinha 1 506 habitantes (densidade: 149,6 hab./km²).